# 甲酸铵
甲酸銨，分子式NH4HCOO，為甲酸的銨鹽。甲酸铵是無色、易潮解的固体，能溶於醇和氨水。純甲酸銨易溶於熱水和甲酰胺，這也是它在工業上的主要用途。甲酸銨和稀酸反應可以得到甲酸，而且甲酸銨也是由甲酸製取，因此甲酸銨可以作為保存甲酸的方法。